# Chinesische Mannschaftsmeisterschaft im Schach 2010
Die Chinesische Mannschaftsmeisterschaft im Schach 2010 (offizielle Bezeichnung: 2010 Youngor Chinese Chess League Division A) war die sechste Austragung dieses Wettbewerbes. Meister wurde Shandong Linglong Tyre, während sich der Titelverteidiger Shanghai Jianqiao University mit dem vierten Platz begnügen musste. Aus der Division B aufgestiegen waren Guangdong Huateng Club und Beijing Rendafuzhong, die beide direkt wieder absteigen mussten.
Zu den gemeldeten Mannschaftskadern siehe Mannschaftskader der Chinesischen Mannschaftsmeisterschaft im Schach 2010.

## Modus
Die zehn Mannschaften bestritten ein doppeltes Rundenturnier. Über die Platzierungen entschied zunächst die Anzahl der Mannschaftspunkte (zwei Punkte für einen Sieg, ein Punkt für ein Unentschieden, kein Punkt für eine Niederlage), anschließend die Anzahl der Brettpunkte (ein Punkt für einen Sieg, ein halber Punkt für ein Remis, kein Punkt für eine Niederlage).

## Termine und Spielorte
Die Wettkämpfe fanden statt vom 16. bis 18. April, 7. bis 9. Juni, 24. bis 26. Juli, 10. bis 12. September, 11. bis 13. Oktober und 28. bis 30. Dezember. Alle Wettkämpfe wurden zentral ausgerichtet, und zwar die ersten drei Runden in Ningbo, die Runden 4 bis 6 in Shenzhen, die Runden 7 bis 9 in Shanghai, die Runden 10 bis 12 in Guangzhou, die Runden 13 bis 15 in Hangzhou und die letzten drei Runden in Peking.

## Saisonverlauf
Weder der Titelkampf noch der Abstiegskampf boten in dieser Saison Spannung. Drei Runden vor Schluss war der Titel Shandong Linglong Tyre nicht mehr zu nehmen, während Beijing Rendafuzhong bereits als Absteiger feststand, zwei Runden vor Schluss stand mit Guangdong Huateng Club auch der zweite Absteiger fest.

## Abschlusstabelle
| Pl. | Verein                           | Sp | G  | U | V  | MP    | Brett-P.  |
| --- | -------------------------------- | -- | -- | - | -- | ----- | --------- |
| 01. | Shandong Linglong Tyre           | 18 | 15 | 1 | 2  | 31:5  | 57,5:32,5 |
| 02. | Beijing Patriots                 | 18 | 11 | 3 | 4  | 25:11 | 56,0:34,0 |
| 03. | Zhejiang International Chess     | 18 | 11 | 3 | 4  | 25:11 | 53,0:37,0 |
| 04. | Shanghai Jianqiao University (M) | 18 | 10 | 3 | 5  | 23:13 | 52,0:38,0 |
| 05. | Jiangsu Blue Perot               | 18 | 8  | 5 | 5  | 21:15 | 47,0:43,0 |
| 06. | Chongqing Mobile                 | 18 | 6  | 5 | 7  | 17:19 | 49,0:41,0 |
| 07. | Hebei                            | 18 | 7  | 0 | 11 | 14:22 | 39,5:50,5 |
| 08. | Tianjin Nankai University        | 18 | 5  | 3 | 10 | 13:23 | 39,0:51,0 |
| 09. | Guangdong Huateng Club (N)       | 18 | 4  | 1 | 13 | 9:27  | 33,5:56,5 |
| 10. | Beijing Rendafuzhong (N)         | 18 | 0  | 2 | 16 | 2:34  | 23,5:66,5 |

## Entscheidungen
|     | Chinesischer Mannschaftsmeister: Shandong Linglong Tyre                   |
|     | Absteiger in die Division B: Guangdong Huateng Club, Beijing Rendafuzhong |
| (M) | Meister der letzten Saison                                                |
| (N) | Aufsteiger der letzten Saison                                             |

## Kreuztabelle
| Ergebnisse | Ergebnisse                   | 01. | 01. | 02. | 02. | 03. | 03. | 04. | 04. | 05. | 05. | 06. | 06. | 07. | 07. | 08. | 08. | 09. | 09. | 10. | 10. |
| ---------- | ---------------------------- | --- | --- | --- | --- | --- | --- | --- | --- | --- | --- | --- | --- | --- | --- | --- | --- | --- | --- | --- | --- |
| 01.        | Shandong Linglong Tyre       |     |     | 3   | 2   | 3   | 3   | 2½  | 1½  | 3   | 3½  | 3   | 3   | 4   | 3   | 4½  | 3   | 4   | 3½  | 3½  | 4½  |
| 02.        | Beijing Patriots             | 2   | 3   |     |     | 2   | 2½  | 2   | 3½  | 2½  | 2½  | 2   | 3   | 4   | 3   | 3   | 4   | 4   | 4½  | 4½  | 4   |
| 03.        | Zhejiang International Chess | 2   | 2   | 3   | 2½  |     |     | 2   | 3½  | 1½  | 2½  | 2½  | 3   | 3½  | 3   | 4   | 3   | 4   | 3½  | 4   | 3½  |
| 04.        | Shanghai Jianqiao University | 2½  | 3½  | 3   | 1½  | 3   | 1½  |     |     | 3½  | 2   | 2½  | 2½  | 2   | 3   | 2   | 3½  | 3½  | 3½  | 4   | 5   |
| 05.        | Jiangsu Blue Perot           | 2   | 1½  | 2½  | 2½  | 3½  | 2½  | 1½  | 3   |     |     | 2½  | 3   | 2   | 3½  | 2½  | 1   | 3   | 3½  | 3   | 4   |
| 06.        | Chongqing Mobile             | 2   | 2   | 3   | 2   | 2½  | 2   | 2½  | 2½  | 2½  | 2   |     |     | 4   | 4½  | 2   | 2   | 3½  | 4   | 3½  | 2½  |
| 07.        | Hebei                        | 1   | 2   | 1   | 2   | 1½  | 2   | 3   | 2   | 3   | 1½  | 1   | ½   |     |     | 3   | 3   | 4   | 1½  | 3½  | 4   |
| 08.        | Tianjin Nankai University    | ½   | 2   | 2   | 1   | 1   | 2   | 3   | 1½  | 2½  | 4   | 3   | 3   | 2   | 2   |     |     | 1½  | 2½  | 2½  | 3   |
| 09.        | Guangdong Huateng Club       | 1   | 1½  | 1   | ½   | 1   | 1½  | 1½  | 1½  | 2   | 1½  | 1½  | 1   | 1   | 3½  | 3½  | 2½  |     |     | 4½  | 3   |
| 10.        | Beijing Rendafuzhong         | 1½  | ½   | ½   | 1   | 1   | 1½  | 1   | 0   | 2   | 1   | 1½  | 2½  | 1½  | 1   | 2½  | 2   | ½   | 2   |     |     |

Anmerkung: An erster Stelle steht jeweils das Ergebnis des Hinspiels, an zweiter Stelle das des Rückspiels.

## Die Meistermannschaft
| 1.            | Shandong Linglong Tyre                                                             |
| Schachfiguren | Bu Xiangzhi, Zhao Jun, Wen Yang, Wu Kaiyu, Hou Yifan, Nana Dsagnidse, Zhang Jilin. |